# Тобати
Тобати (Enggros, Humboldt Jotafa, Jayapura, Jotafa, Tobati, Tobwadic, Yautefa, Yotafa) — почти исчезнувший австронезийский язык, на котором говорят на заливе Джаяпура (около деревень Джаяпура, Кота-Раджа, Танах-Хитам, Тобати, Энггрос, Энтроп) провинции Папуа в Индонезии. Тобати ранее классифицировался как папуасский язык.